# Fridolin Wagner

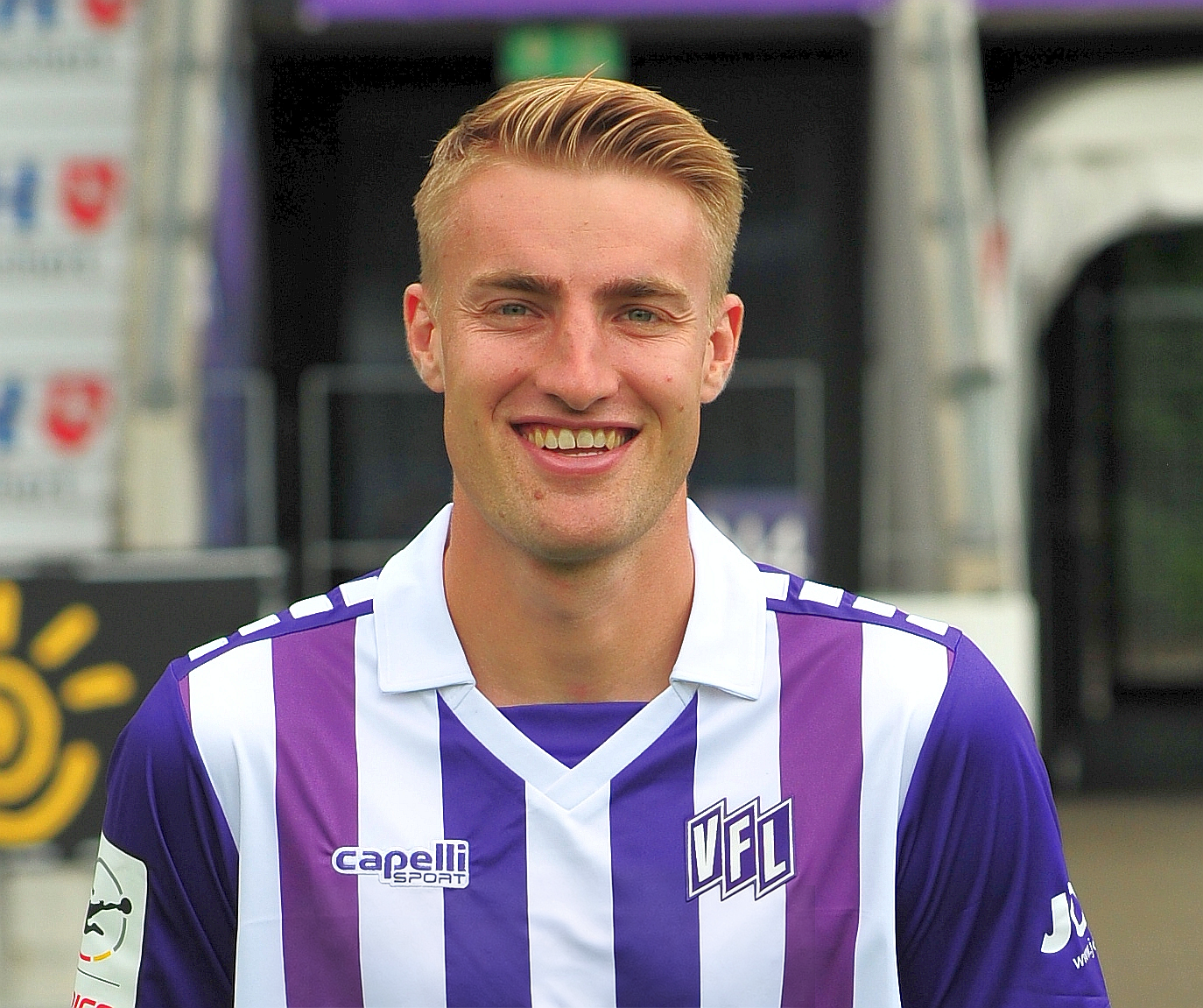
Fridolin Wagner im Heimtrikot des VfL Osnabrück Saison 2025/26

Fridolin Wagner (* 23. September 1997 in Leipzig) ist ein deutscher Fußballspieler, der im zentralen Mittelfeld spielt. Seit Juli 2025 steht er beim VfL Osnabrück unter Vertrag.

## Karriere

### Verein
Wagner begann das Fußballspielen 2002 in der Jugendabteilung vom VfB Leipzig und gehörte ab 2004 auch dem Nachfolgeverein 1. FC Lokomotive Leipzig an. Zu Beginn der Saison 2011/12 wechselte er in die Nachwuchsabteilung des neugegründeten Vereins RB Leipzig. Nach Abmeldung der U-23 von RB Leipzig vom Spielbetrieb zum Saisonende 2016/17 wechselte Wagner zur Saison 2017/18 zum Drittligisten FSV Zwickau, bei dem er einen Zweijahresvertrag unterzeichnete. Sein erstes Spiel für die Westsachsen bestritt Wagner am 29. Juli 2017 im Ligaspiel gegen die Sportfreunde Lotte.
In der Winterpause 2017/18 wechselte er zum Ligakonkurrenten Werder Bremen II, mit dem er am Saisonende in die Regionalliga Nord abstieg.
Zur Drittligasaison 2019/2020 wechselte der Mittelfeldspieler zu Preußen Münster, wo er einen Zweijahresvertrag erhielt. Im Anschluss an die Saison, in der Münster in die Regionalliga West abstieg, gab er seinen Wechsel zum Ligakonkurrenten KFC Uerdingen 05 bekannt. Bei den Krefeldern unterschrieb er ebenfalls für zwei Jahre. Am 12. Juni 2021 verkündete der SV Waldhof Mannheim den Wechsel Wagners zu den Blau-Schwarzen. Der Vertrag beim SV Waldhof Mannheim wurde am 10. März 2023 verlängert.
Im Juli 2024 wechselte er zum niederländischen Zweitligisten FC Emmen. Nach 32 Ligaspielen für Emmen wechselte Wagner Anfang Juli 2025 zum deutschen Drittligisten VfL Osnabrück.

### Nationalmannschaft
Wagner spielte für die U16-, U18- und U19-Auswahl des DFB.